# Brión mac Echach Muigmedóin
Brión (O Brían), hijo de Eochaid Mugmedón, fue un rey legendario irlandés, y posiblemente histórico de en torno a los siglos IV y V.

## Biografía
El medio-hermano mayor de Niall Noígíallach Niall de los Nueve Rehenes y uno de los tres hermanos cuyos descendientes fueron conocidos como el Connachta, se dice que Brión fue rey de Connacht. Según la cronología irlandesa tradicional, su padre murió en 362. Los descendientes de Brión, los Uí Briúin, dieron lugar a muchos Reyes de Connacht y sus familias gobernantes durante el siguiente milenio. Uno de sis descendientes vía los Uí Briúin Ai fue Tairrdelbach Ua Conchobair, último Rey Supremo de Irlanda en 1166.
"La Muerte Violenta de Crimthann mac Fidaig y de los Tres Hijos de Eochaid Muigmedón" relata la historia de los hijos de Eochaid Mugmedón. Según esta saga, Brión era el hijo favorito de su madre Mongfind, hermana de Crimthann mac Fidaig (m. 367), rey de Munster. Quería que Brión sucediera a Eochaid pero a su muerte, estalló la guerra con su hijastro Niall Noígíallach (m. 405). Cuándo se dio cuenta de que la guerra no estaba yendo bien, hizo los preparativos para que su hermano fuera rey supremo y envió a Brión fuera para aprender las artes militares. Al regreso de Brión después de siete años, Mongfind envenenó a su hermano para conseguir el trono para Brión.
Sin embargo, Niall adquirió el trono y convirtió a Brión su campeón y recaudador de sus alquileres y rehenes. Brión tomó el trono de Connacht, lo que llevó a la guerra con su hermano Fiachrae. Brión derrotó a Fiachrae en la Batalla de Damchluain (cerca de Tuam, Condado Galway) que fue llevado prisionero a Tara. Aun así, el hijo de Fiachrae, Nath Í reunió fuerzas y derrotó a Brión que murió en una segunda Batalla de Damchluain. Brión fue enterrado en Ross Camm. Fiachrae fue liberado y se convirtió en el nuevo rey de Connacht.

## Descendientes
Según Tirechan, Patricio visitó las "salas de los hijos de Brión" en Duma Selchae en Mag nAí, pero no da sus nombres. Un pasaje similar en la Vita Tripartita, posiblemente datado del siglo IX, nombra seis hijos. "Una serie de fuentes posteriores que datan del undécimo siglo en adelante, entretanto, enumeran la progenie de Brión en no menos de veinticuatro. Sin duda el poder creciente del Ui Briúin fue responsable de este dramático aumento de sus filas, ya que tribus y dinastías que recién entraban bajo el poder de Ui Briúin ornamentaban sus linajes para vincularse genealógicamente son sus señores. En esta categoría entran los Ui Briúin Umaill, y probablemente también los Ui Briúin Ratha y Ui Briúin Sinna." (p485, "Ui Briúin", Anne Connon, en "Irlanda Medieval: Una Enciclopedia").

## Niños
- Dauí Tenga Uma aka Duach Galaich